# Denver Nuggets
Los Denver Nuggets (en español: Pepitas de Denver) son un equipo profesional de baloncesto de los Estados Unidos con sede en Denver, Colorado. Compiten en la División Noroeste de la Conferencia Oeste de la National Basketball Association (NBA) y disputan sus partidos como locales en el Ball Arena, ubicado en el centro de la ciudad de Denver.

## Historia

### Inicios en la ABA
Tras comenzar a jugar en la ABA, el equipo fue criticado por estar localizado en Kansas City, Misuri, antes de moverse a Denver. Su concurso en la postemporada surgió desde un primer momento, llegando a acceder a las Finales de la ABA en su segundo año como Nuggets (anteriormente eran conocidos como Denver Rockets) aunque perdiendo ante New York Nets en seis partidos. Los Nuggets contaban con un sólido equipo liderado por Byron Beck, Larry Jones, Ralph Simpson y Spencer Haywood, este último fichado en la temporada 1969-70 y siendo especialmente conocido por ser uno de los primeros jugadores en pasar desde el instituto al baloncesto profesional, sin disputar ni un solo encuentro universitario. En su única temporada en la ABA, Haywood promedió 30 puntos y 20 rebotes por partido, fichando posteriormente por Seattle SuperSonics y saltando a la NBA.
En 1974, con la esperanza de unirse en un futuro a la NBA, cambiaron su nombre a Nuggets debido a que ya existía un equipo (Houston) con el nombre de Rockets, siendo el primer apodo que usó Denver en la temporada 1949-50 de la NBA. El logo era un minero sosteniendo un balón de la ABA.
Con las nuevas incorporaciones de David Thompson, Marvin Webster, Dan Issel y Bobby Jones, y con el entrenador Larry Brown, los Nuggets realizaron las mejores temporadas en su historia alcanzando las Finales de la ABA en 1976. Tras la desaparición de la ABA en 1976, la NBA permitió a los Nuggets unirse a la liga junto con New York Nets, San Antonio Spurs e Indiana Pacers.

### Movimiento a la NBA y los años 1980
Tres años después de la llegada del equipo a la NBA, Brown dejó los Nuggets en 1979, ayudando con ello a una breve disminuición en el funcionamiento del conjunto. Ello finalizó en 1981 con el fichaje del entrenador Doug Moe, que traía a los Nuggets su filosofía de juego ofensivo con poco interés en la defensa, lo que necesitaban los de Denver para atraer al público y convertirse en un equipo competitivo. Durante la década de l980, los Nuggets promediarían normalmente por encima de los 115 puntos por partido, y durante la temporada 1981-82, anotaron 100 puntos o más en cada uno de los encuentros.
Los Nuggets lideraron la liga en anotación con sus estrellas Kiki Vandeweghe y Alex English promediando por encima de los 25 puntos por partido. Su carácter ofensivo le permitió ganar la División Medio Oeste y alcanzar los playoffs. El 13 de diciembre de 1983, Detroit Pistons y los Nuggets se combinaron para anotar 370 puntos en un partido, récord de la liga, con los Pistons ganando en la prórroga por 186-184. En la temporada 1984-85, los Nuggets alcanzaron las Finales de Conferencia perdiendo en cinco partidos contra Los Angeles Lakers. Vandeweghe fue traspasado antes de la temporada 1984-85 a Portland Trail Blazers a cambio del completo Lafayette "Fat" Lever, Calvin Natt y el pívot Wayne Cooper. Liderado por English, los tres nuevos fichajes y los especialistas defensivos Bill Hanzlik y T.R. Dunn, el equipo aumentó su éxito en la Conferencia Oeste a pesar de la pérdida de Vandeweghe. Sin embargo, el juego dominante de los Lakers fue demasiado para los Nuggets.
Desde esa temporada hasta finales de la década, el equipo continuó alcanzando los playoffs, aunque sin repetir el éxito de aquella campaña. En 1986 y 1988 llegaron hasta las Semifinales de Conferencia, cayendo ante Houston Rockets y Dallas Mavericks respectivamente.

### Años 1990
Moe dejó el equipo en 1990 y fue reemplazado por Paul Westhead, un entrenador que también creía en el "run and gun" (juego de transición rápida) como estilo de juego y formando un equipo totalmente ofensivo con Michael Adams, Orlando Woolridge, Walter Davis y Chris Jackson. Sin embargo, Westhead se preocupó incluso menos que Moe por la defensa, y aunque batían récords anotadores, también batían registros negativos de puntos encajados. Durante dos temporadas consecutivas fueron el peor conjunto de la liga y en ese tiempo eran conocidos en ocasiones como "Enver Nuggets".
La nota positiva llegó con la elección en el Draft de 1992 del pívot Dikembe Mutombo de la Universidad de Georgetown. El congoleño realizaría una temporada de novato muy exitosa, finalizando segundo en la votación al Rookie del Año detrás de Larry Johnson. Aquella temporada, Denver terminó 24-58.
Antes de la temporada 1992-93, los Nuggets despidieron a Westhead y contrataron a Dan Issel, leyenda de la ABA y exjugador de la franquicia. Los Nuggets tenían dos elecciones de draft ese año y seleccionaron a LaPhonso Ellis de la Universidad de Notre Dame y a Bryant Stith de la Universidad de Virginia. Denver mejoró hasta el 36-46, aunque perdiéndose los playoffs. Tras la finalización de la campaña, los Nuggets cambiaron sus míticos uniformes color arco iris con el dibujo de la ciudad y las montañas por unos azules oscuro y oro. 
Liderados por Mutombo, Mahmoud Abdul-Rauf (quien cambió su nombre de Chris Jackson antes de que comenzara la temporada) y Ellis, los Nuggets accederían a playoffs por primera vez desde la era de Moe con un balance de 42-40. El equipo de Issel llegaba a playoffs agonizando in extremis colándose en la octava plaza tras una temporada repleta de altibajos, pero con toda la ilusión del mundo pues la franquicia retomaba su vuelta a playoffs 4 años después de su última presencia. Seattle Supersonics sería el rival, y las cosas, tras dos encuentros disputados no se saldrían lo más mínimo del guion previsto, 2-0 favorable a Seattle. Pero la hombrada llegaría tras la culminación de una remontada histórica merced a la intimidatoria y constante labor de Mutombo en la pintura (6,2 tapones de media en la eliminatoria) y las notables actuaciones de Reggie Williams, Brian Williams o Robert Pack, convirtiéndose así en el primer equipo de la historia en clasificarse en octava posición y eliminar al primero de la conferencia. A punto estuvo de repetir idéntica tarea en Semifinales de Conferencia ante los Utah Jazz de John Stockton y Karl Malone ya que remontaron un 0-3 adverso que no pudieron refrendar en el séptimo y definitivo encuentro, donde cayeron 91-81. 
Una de las imágenes más emotivas que nos ha dejado el amplio legado que abarca todo lo referente a playoffs responde al bocinazo final de aquel fatídico séptimo encuentro entre Seattle y Denver, en el cual Mutombo se desplomó voluntariamente sujetando ese inolvidable Spalding contra su pecho, mientras rompía a llorar de felicidad.

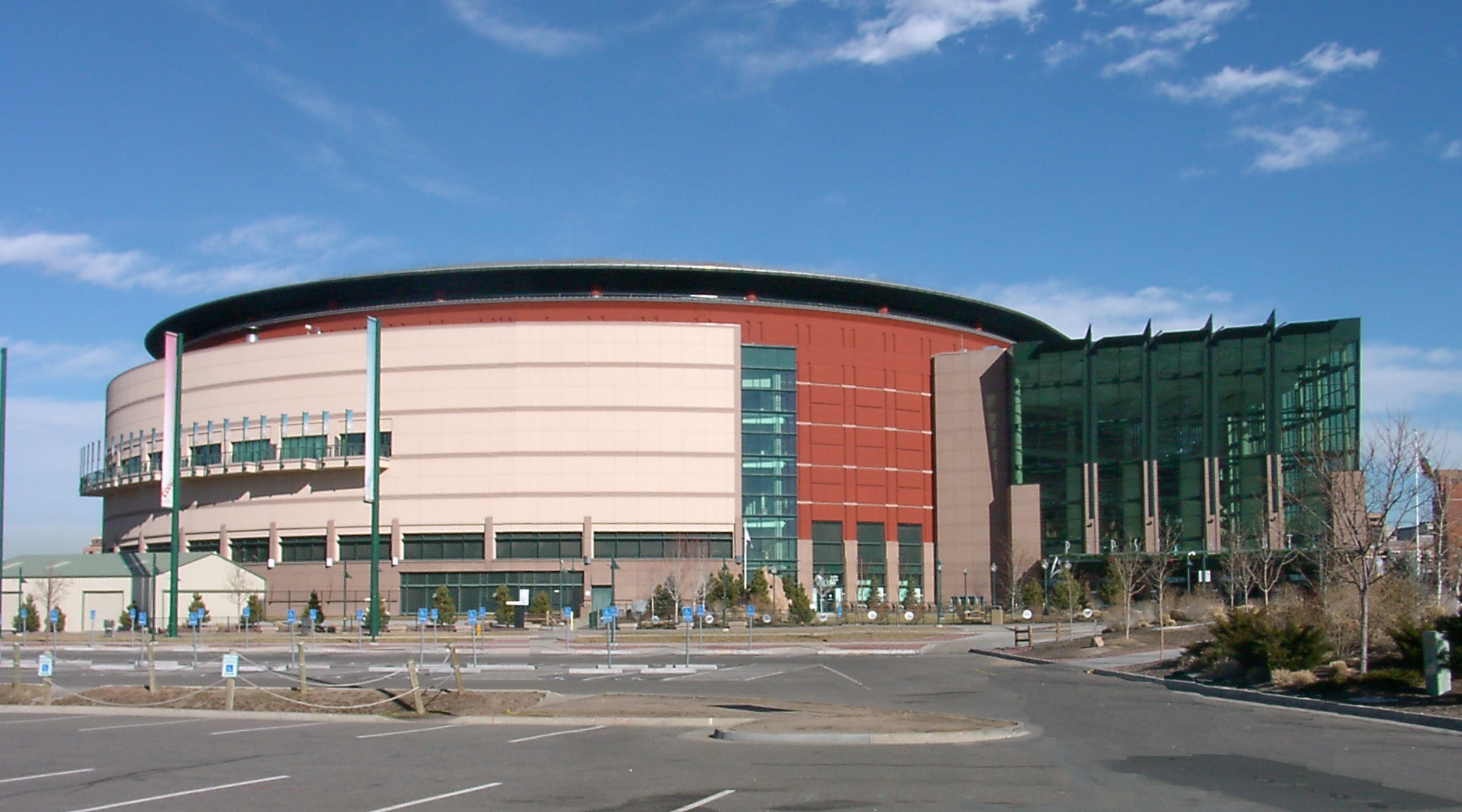
El Pepsi Center es el pabellón de los Nuggets desde 1999.

En la pretemporada, los Nuggets ficharon al tirador Dale Ellis y draftearon a Jalen Rose de la Universidad de Míchigan. Durante la temporada el equipo sufriría mucho, obligando a la franquicia a despedir a Issel, siendo reemplazado por el asistente Gene Littles, quien asumiría el cargo durante 16 partidos hasta la llegada al banquillo de Bernie Bickerstaff, general mánager del equipo. Con Bickerstaff, los Nuggets mejoraron y consiguieron una plaza para postemporada (41-41 de registro). Sin embargo, los Nuggets fueron barridos por San Antonio Spurs en primera ronda de playoffs. 
La siguiente temporada, los Nuggets adquirirían a Antonio McDyess de Los Angeles Clippers, siendo así el jugador franquicia de Denver tras la marcha de Mutombo a Atlanta Hawks en 1996. Ellis se perdería la mayor parte de las siguientes temporadas debido a problemas de rodilla y de pierna, además del traspaso de Abdul-Rauf a Sacramento Kings antes de la temporada 1996-97. Con ello, estos Nuggets se convirtieron en uno de los equipos menos exitosos de la historia de la liga, consiguiendo tan solo 11 victorias en la temporada 1997-98, peor registro en una campaña de 82 partidos. También batieron el récord de más derrotas consecutivas en una temporada con 23, quedándose a un partido de la marca de 24 de Cleveland Cavaliers, aunque la de estos fue en dos temporadas pero aun así todos los encuentros fueron consecutivos.

### 2003-2011: La era de Carmelo Anthony

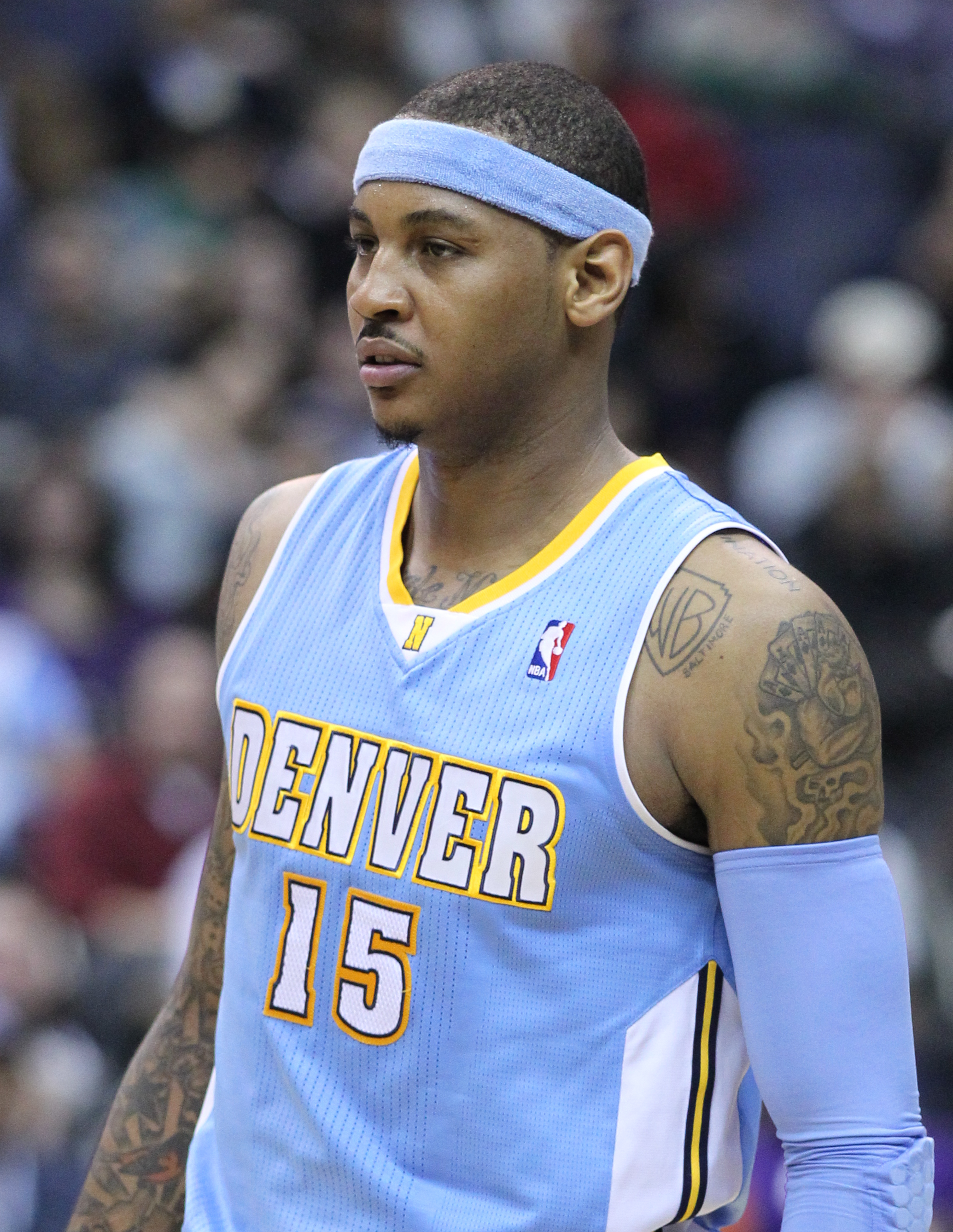
Carmelo Anthony fue la estrella de los Nuggets entre 2003 y 2011.

El equipo comenzó a mostrar signos de renacimiento en la temporada 2003-04 con la elección en el Draft de 2003 de Carmelo Anthony y los nuevos cambios de uniformes, pasando el azul claro y el amarillo a ser los colores principales. En tan solo dos meses de competición, consiguieron más victorias que las que lograron en la temporada anterior, siendo la mayor razón de la transformación del equipo la gestión de Kiki Vandeweghe, mánager general de la franquicia y antiguo jugador de los Nuggets. Sus movimientos incluyeron el fichaje de los bases Andre Miller y Earl Boykins, y de los pívots Marcus Camby y Nenê, además de reforzar el banquillo con jugadores como Jon Barry. Al finalizar la temporada, los Nuggets se convirtieron en el primer equipo de la historia de la liga en clasificarse a playoffs tras conseguir menos de 20 victorias la temporada anterior. Cayeron en primera ronda ante Minnesota Timberwolves en cinco partidos.
El 28 de diciembre de 2004, el entrenador Jeff Bzdelik fue despedido y sustituido por el exjugador de Los Angeles Lakers Michael Cooper, antes de ser reemplazado permanentemente por George Karl. Karl cumplió con creces liderando a los Nuggets a un balace de 32-8 bajo su mandato, clasificándoles a playoffs por segunda temporada consecutiva. En playoffs, sin embargo, no pudieron parar a los San Antonio Spurs de un energético Manu Ginóbili. Tras ganar el primer partido, los Spurs sentenciaron con cuatro victorias consecutivas apeando a los Nuggets.
En la temporada 2005-06, el equipo ganó la División Noroeste por primera vez en 18 años y los colocó en la tercera posición de la Conferencia Oeste. Se enfrentaron en postemporada a Los Angeles Clippers, que aunque tuvieron mejor balance que ellos estuvieron finalmente colocados en peor posición, cayendo derrotados en cinco partidos. 
El 18 de diciembre de 2006, el cocapitán Carmelo Anthony, J.R. Smith y el ala-pívot Nenê fueron suspendidos por la NBA (15, 10 y 1 partidos respectivamente) debido a una pelea ocurrida en los momentos finales del partido que les enfrentaba a New York Knicks en el Madison Square Garden dos días antes. El incidente fue provocado por el rookie Mardy Collins, golpeando a J.R. Smith cuando este iba a realizar una bandeja.

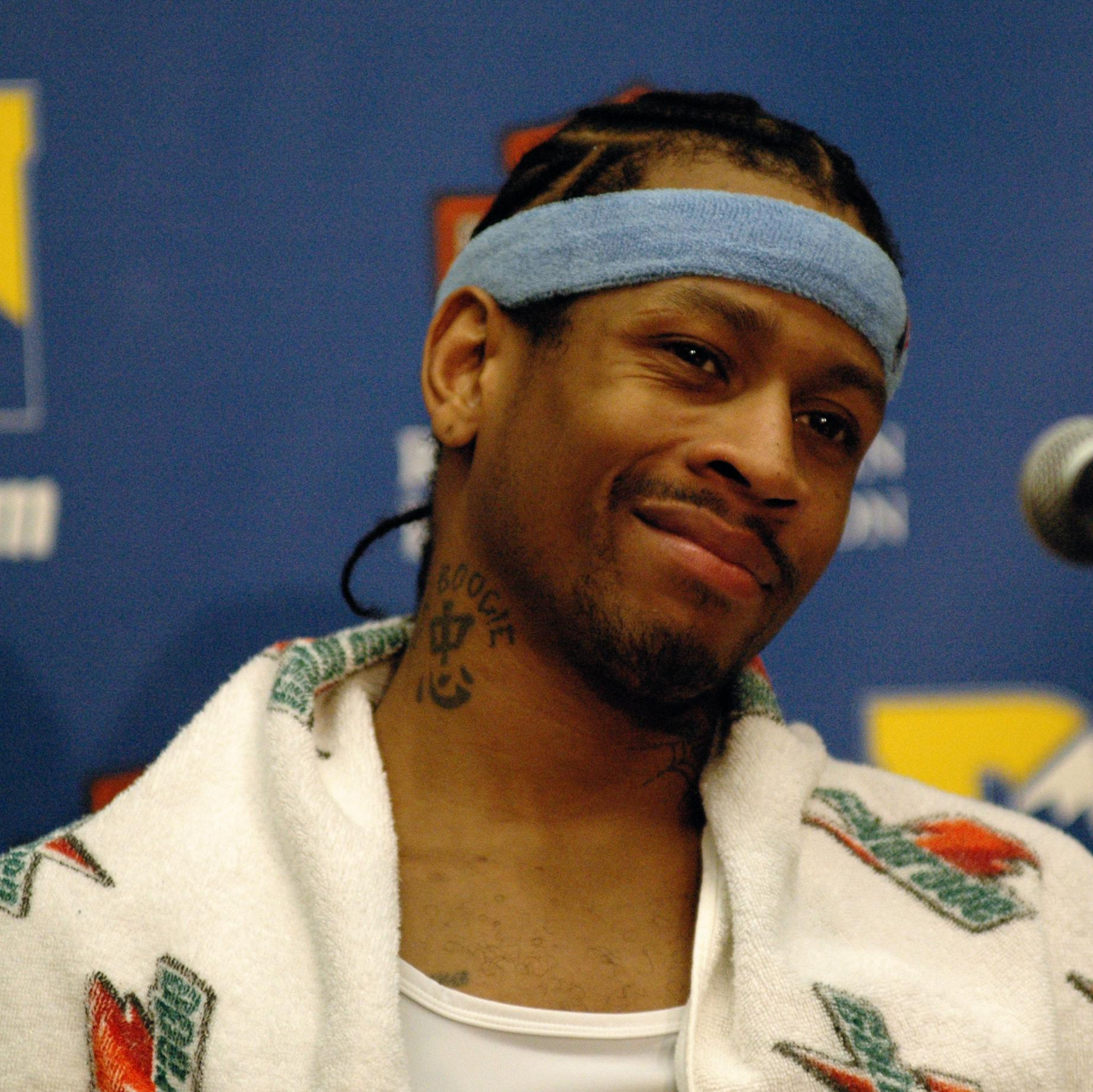
Allen Iverson llegó al equipo a finales de 2006.

El 19 de diciembre de 2006, los Nuggets traspasaron a Joe Smith, Andre Miller y dos primeras rondas de draft de 2007 a Philadelphia 76ers por Ivan McFarlin y la estrella Allen Iverson, aunque McFarlin fue inmediatamente cortado tras la aprobación del traspaso. El movimiento juntó a los dos máximos anotadores de la temporada en el mismo equipo, ya que en el momento del intercambio tanto Anthony como Iverson promediaban más de 30 puntos por partido. El 11 de enero de 2007, Earl Boykins y Julius Hodge fueron enviados a Milwaukee Bucks a cambio del base Steve Blake. Con Iverson, muchos consideraron a los Nuggets aspirantes al campeonato de conferencia junto con Dallas Mavericks, Phoenix Suns y San Antonio Spurs, sin embargo, la falta de química en el equipo hizo que los Nuggets finalizaran la temporada regular en la sexta posición del Oeste y cayeran en primera ronda de playoffs ante los Spurs por 4-1. Al igual que hace dos años, los Nuggets comenzaron adelantándose en la eliminatoria para posteriormente perder cuatro encuentros consecutivos.
El 18 de marzo de 2008, los Nuggets anotaron 168 puntos en la victoria por 168-116 sobre Seattle SuperSonics. Fue la tercera anotación más alta de la historia de la NBA en un partido sin prórroga.
Los Nuggets finalizaron la temporada 2007-08 con un registro de 50-32, el tercer mejor en la historia de los Nuggets desde que entró en la NBA en 1976 y la primera vez desde la temporada 1987-88 que conseguían 50 victorias en una temporada. Denver terminó octavo en la Conferencia Oeste, convirtiéndose en el equipo con mejor récord (50-32) para un octavo clasificado de conferencia en la historia de la liga. Ello también significó que por primera vez, los ocho equipos clasificados para playoffs en una conferencia consiguen al menos 50 victorias. Los Nuggets se enfrentaron en primera ronda a Los Angeles Lakers, mejor equipo del Oeste con un récord de 57-25. Los siete partidos que separan a los Lakers de los Nuggets es el margen más corto entre un primer y un octavo clasificado desde que se adoptó el formato de 16 equipos en playoffs en la 1983-84. Los Lakers barrieron a los Nuggets en cuatro encuentros, siendo la segunda vez en la historia de los playoffs en la que un equipo de 50 victorias cae eliminado en cuatro partidos a las primeras de cambio.
Para la temporada 2008-09, los Nuggets traspasaron a Marcus Camby a Los Angeles Clippers a cambio de una primera ronda de draft. Para noviembre de 2008, los Nuggets traspasaron a Allen Iverson a Detroit Pistons a cambio de Chauncey Billups, Antonio McDyess y Cheikh Samb, aunque McDyess retornaría a Detroit solo unos días después.
Con la pareja Carmelo-Billups, los Nuggets dieron el salto de calidad definitivo que no tuvieron con Iverson. Con Anthony promediando 22.8 puntos por partido y Billups 6.4 asistencias, los Nuggets obtuvieron una proporción global de 54-28, récord de la franquicia en su historia en la NBA, y finalizando segundos de la Confederación Oeste. Mark Warkentein fue nombrado mejor ejecutivo de la NBA. En playoffs, los Nuggets vencieron en primera ronda a New Orleans Hornets, en el cuarto partido, vencieron a los Hornets con 58 puntos de diferencia, la mayor de la historia de la NBA. En segunda ronda vencerían a los Dallas Mavericks de Dirk Nowitzki accediendo a las Finales de Conferencia, donde finalmente serían vencidos por Los Angeles Lakers por un global de 4-2, en las primeras finales de Denver en su historia. Para el draft de 2009, los Nuggets obtuvieron a Ty Lawson, en la decimoctava posición. En julio de 2009 pasaron a Detroit Pistons su segunda ronda de draft a cambio de Arron Afflalo y Walter Sharpe, además en agosto perdieron al lituano Linas Kleiza que marchó rumbo al Olympiacos BC de Grecia.
La temporada 2009-10 comenzó de igual manera, con Carmelo promediando 28.2 puntos por partido y Billups 19.6 asistencias. Pero a mitad de temporada, los tres principales jugadores de Denver cayeron lesionados, Carmelo Anthony, Chauncey Billups y Kenyon Martin, además el entrenador George Karl tuvo que ser tratado de cáncer. Los Nuggets consiguieron esa temporada 53 victorias y accedieron a playoffs, de donde fueron eliminados en primera ronda por los Utah Jazz, pese a los 30.7 puntos por partido de Carmelo.
En julio de 2010, los Nuggets adquirieron a Al Harrington, además Masai Ujiri reemplazó a Mark Warkentein como mánager general.
En febrero de 2011, tras meses de especulación y con el descontento de Carmelo Anthony con los Nuggets, estos hicieron un multi-traspaso con los New York Knicks que involucró también a los Minnesota Timberwolves, traspasando al propio Anthony junto a Chauncey Billups, Anthony Carter, Shelden Williams y Renaldo Balkman, recibiendo los Nuggets a Wilson Chandler, Raymond Felton, Danilo Gallinari, Kosta Koufos y Timofey Mozgov.

### 2011-2015: Etapa post-Anthony
Tras el partido posterior al traspaso de Anthony contra los Memphis Grizzlies que acabó con victoria de Denver, los aficionados de este último comenzaron a exclamar "¿Quién necesita a Melo?". Muchos creían que tras el traspaso, los Denver Nuggets se convertirían en los "Cleveland Cavaliers del Oeste", igual que cuando estos perdieron a LeBron James. Pese a la ausencia de Anthony y Billups, los Nuggets finalizaron la temporada con 50 victorias y accediendo a playoffs, de donde fueron eliminados por Oklahoma City Thunder en primera ronda.
Para la temporada 2011-12, en previsión de rejuvenecer la plantilla, los Nuggets traspasaron a Nenê (que llevaba 9 temporadas en Denver) a Washington Wizards por JaVale McGee. Así mismo, Raymond Felton marchó a Portland Trail Blazers por Andre Miller y llegaron el español Rudy Fernández y Corey Brewer desde Dallas Mavericks, además de que dos importantes jugadores como J.R. Smith y Kenyon Martin se marcharon libres. Los Nuggets finalizaron sextos en la Conferencia Oeste, siendo eliminados en primera ronda de playoffs por Los Angeles Lakers, después de forzar el séptimo partido.
En el verano de 2012, los Nuggets participaron en el intercambio a cuatro bandas que acabó con Dwight Howard en los Lakers, traspasando a Arron Afflalo y Al Harrington a Orlando Magic y recibiendo a Andre Iguodala procedente de los Philadelphia 76ers. Los Nuggets realizarían una temporada sobresaliente, finalizando con un récord de 57-25 y terceros en la Conferencia Oeste, con un registro de 38-3 en el Pepsi Center. El equipo destacaba por su capacidad de juego colectivo, con jugadores como Ty Lawson, Kenneth Faried, Danilo Gallinari, Wilson Chandler, Andre Miller, Nate Robinson o el propio Iguodala; pero para su sorpresa, los Nuggets fueron apeados en primera ronda de playoffs por Golden State Warriors por un 4-2. Pese a su fracaso en playoffs, George Karl fue galardonado con el premio al Entrenador del Año de la NBA.
Pese a ser galardonado como el mejor entrenador de la NBA del curso pasado, los Nuggets decidieron no renovar a George Karl, en su lugar llegaría Brian Shaw que hasta entonces había sido técnico asistente en los Indiana Pacers. El fichaje estrella del equipo el año pasado, Andre Iguodala, marchaba a Golden State Warriors en un sign and trade, mientras que el veterano base Andre Miller marchó a Washington Wizards a cambio del joven checo Jan Veselý. A su vez, Denver firmaba al pívot J.J. Hickson.
A diferencia del año anterior, Denver no realizó una buena campaña, finalizando con un 36-46 y fuera de playoffs. Para la 2014-15, los Nuggets adquirían a Gary Harris y al pívot bosnio Jusuf Nurkić en el draft, además de recibir a Arron Afflalo desde Orlando Magic.

### 2015-presente: La era de Nikola Jokić

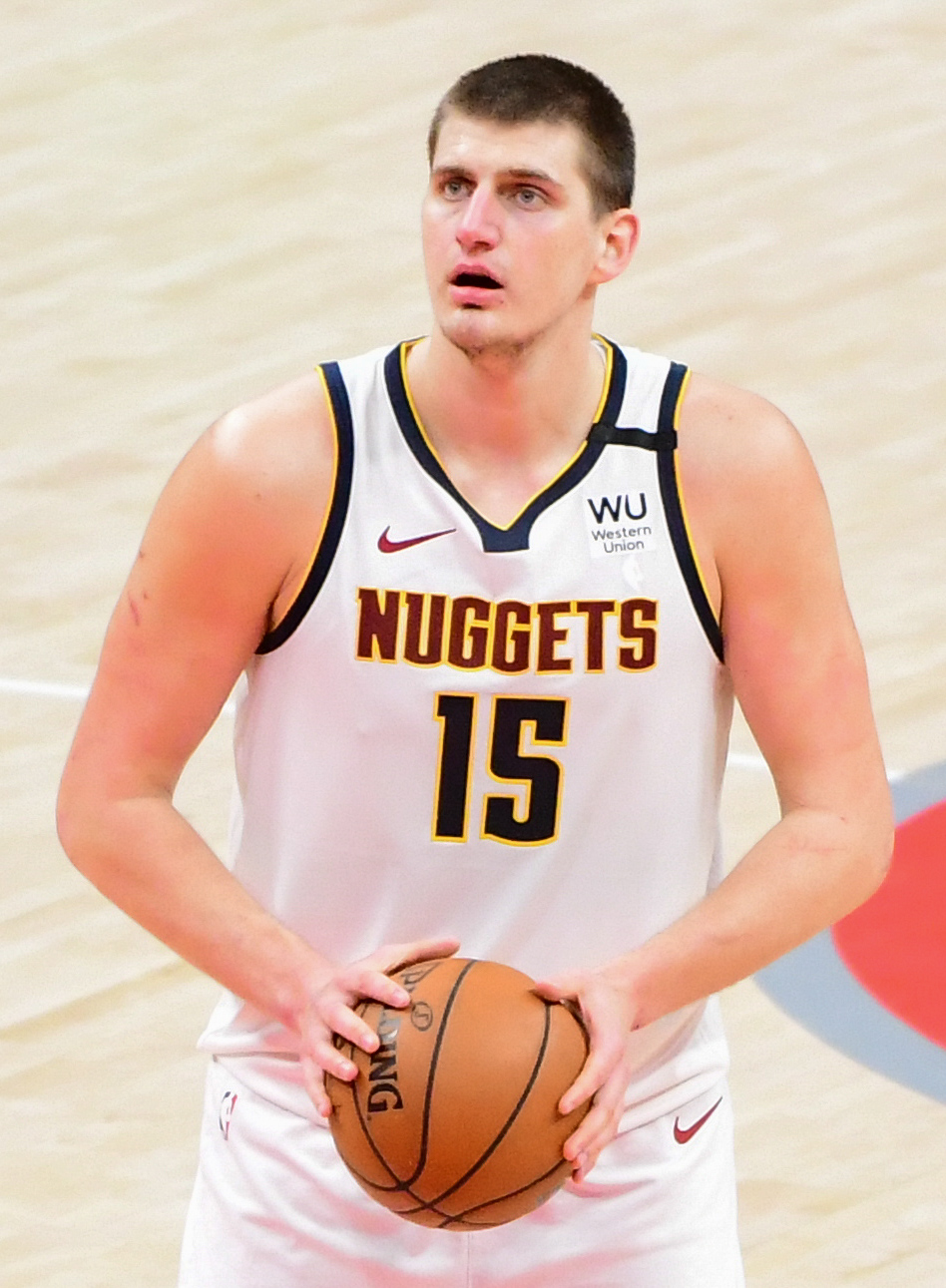
Nikola Jokić fue elegido MVP de la NBA en 2021 (primer jugador en la historia de la franquicia), repitiendo galardón en 2022.

Tras cinco temporadas fuera de Playoffs, en la 2018-19, comandados por el serbio Nikola Jokić, logran clasificarse para la postemporada, ganando el título de su división, por primera vez desde 2010. Tras eliminar a San Antonio en primera ronda (4-3), caen en semifinales de Conferencia frente a los Blazers de Lillard y McCollum en el séptimo partido de la serie (3-4).
Al año siguiente, comandados por Nikola Jokić y Jamal Murray, se convirtieron en el primer equipo en la historia en remontar dos 1-3 en una misma postemporada, a Utah Jazz en primera ronda y privando a Los Angeles Clippers de la primera final de conferencia de su historia respectivamente. De esta forma, lograron acceder a las finales de conferencia once años después, junto al mismo rival, Los Angeles Lakers, equipo que finalmente les acabó batiendo por 4-1.
Durante la temporada 2020-21, el equipo no consiguió ninguna incorporación importante, pero perdió a Murray por lesión. A pesar de ello, terminó con un balance de 47–25, en tercera posición de su conferencia, y clasificándose para playoffs por tercer año consecutivo. El 9 de junio de 2021, Jokić es nombrado MVP de la temporada, siendo el  tercer europeo en conseguirlo y el primero obtenido por un jugador de la franquicia en toda su historia. En primera ronda se deshicieron de los Portland Trail Blazers de Damian Lillard (4-2), pero cayeron en semifinales de conferencia ante Phoenix Suns (0-4).
De cara a la temporada 2021-22 se refuerza con Jeff Green. Termina la temporada regular con un balance de 48-34, sexto de su conferencia y clasificándose para playoffs por cuarto año consecutivo. Jokic es nombrado MVP de la temporada por segundo año consecutivo. En playoffs cayeron en primera ronda ante Golden State Warriors (1-4).
Para la 2022-23 llegaron Bruce Brown, DeAndre Jordan, Ish Smith y Kentavious Caldwell-Pope y salieron Monté Morris y Will Barton. Lograron clasificarse para playoffs por quinto año consecutivo, ocupando el primer lugar de la Conferencia Oeste, con un balance de 53-29 en temporada regular y coronándose con el título de la División Noroeste. En postemporada, en primera ronda y semifinales vencieron a Minnesota Timberwolves y Phoenix Suns por 4-1 y 4-2 respectivamente, llegando a las Finales de Conferencia, donde derrotaron a Los Angeles Lakers por 4-0. De esta forma, consiguieron su primera "barrida" en postemporada, ganaron por primera vez una serie a los Lakers, Jokić sería nombrado MVP de las Finales de la Conferencia, conquistaron su primer título de conferencia y se clasificaron para las Finales de la NBA por primera vez en la historia de la franquicia. En ellas, vencerían al campeón de la Conferencia Este, los Miami Heat por 4-1, logrando su primer campeonato de la NBA, donde Jokić sería el MVP de las Finales de la NBA.
En la temporada 2023-24, la primera de la historia de la liga con los Nuggets como campeones defensores, Denver terminó segundo en la Conferencia Oeste con un balance de 57-25, empatando con los Oklahoma City Thunder y un partido por delante de los Minnesota Timberwolves. El 8 de mayo de 2024, Nikola Jokić ganó su tercer premio al Jugador Más Valioso, convirtiéndose en el noveno jugador en conseguirlo y empatando con otros grandes como Moses Malone y Larry Bird. En la primera ronda de los playoffs contra los Lakers, los Nuggets ganaron la serie 4-1, con Jamal Murray anotando varios tiros decisivos para lograr la victoria. En las semifinales de conferencia contra los Timberwolves, los Nuggets ganaban por 20 puntos en el tercer cuarto del séptimo partido, pero, tras una remontada de los Wolves en el último cuarto, acabaron perdiendo el partido 98-90.

## Trayectoria
Nota: G: Partidos ganados; P:Partidos perdidos; %:porcentaje de victorias
| Temporada                                                  | G    | P    | %    | Play-offs                                                                                 | Resultado                                                                         |
| ---------------------------------------------------------- | ---- | ---- | ---- | ----------------------------------------------------------------------------------------- | --------------------------------------------------------------------------------- |
| Denver Rockets (ABA) (No se incluye en los totales de G/P) |      |      |      |                                                                                           |                                                                                   |
| 1967-68                                                    | 45   | 33   | .577 | Pierde Semifinales División                                                               | New Orleans 3, Denver 2                                                           |
| 1968-69                                                    | 44   | 34   | .564 | Pierde Semifinales División                                                               | Oakland 4, Denver 3                                                               |
| 1969-70                                                    | 51   | 33   | .607 | Gana Semifinales División Pierde Finales División                                         | Denver 4, Washington 3 Los Ángeles 4, Denver 1                                    |
| 1970-71                                                    | 30   | 54   | .357 | Pierde Tiebreaker División                                                                | Texas 115, Denver 109                                                             |
| 1971-72                                                    | 34   | 50   | .405 | Pierde Semifinales División                                                               | Indiana 4, Denver 3                                                               |
| 1972-73                                                    | 47   | 37   | .560 | Pierde Semifinales División                                                               | Indiana 4, Denver 1                                                               |
| 1973-74                                                    | 37   | 47   | .440 | Pierde Tiebreaker División                                                                | San Diego 131, Denver 111                                                         |
| Denver Nuggets (ABA) (No se incluye en los totales de G/P) |      |      |      |                                                                                           |                                                                                   |
| 1974-75                                                    | 65   | 19   | .774 | Gana Semifinales División Pierde Finales División                                         | Denver 4, Utah 2 Indiana 4, Denver 3                                              |
| 1975-76                                                    | 60   | 24   | .714 | Gana Semifinales ABA Pierde Finales ABA                                                   | Denver 4, Kentucky 3 New York 4, Denver 2                                         |
| Denver Nuggets (NBA) (Se incluye en los totales de G/P)    |      |      |      |                                                                                           |                                                                                   |
| 1976-77                                                    | 50   | 32   | .610 | Pierde Semifinales Conferencia                                                            | Portland 4, Denver 2                                                              |
| 1977-78                                                    | 48   | 34   | .585 | Gana Semifinales Conferencia Pierde Finales Conferencia                                   | Denver 4, Milwaukee 3 Seattle 4, Denver 2                                         |
| 1978-79                                                    | 47   | 35   | .573 | Pierde 1.ª Ronda                                                                          | LA Lakers 2, Denver 1                                                             |
| 1979-80                                                    | 30   | 52   | .366 |                                                                                           |                                                                                   |
| 1980-81                                                    | 37   | 45   | .451 |                                                                                           |                                                                                   |
| 1981-82                                                    | 46   | 36   | .561 | Pierde 1.ª Ronda                                                                          | Phoenix 2, Denver 1                                                               |
| 1982-83                                                    | 45   | 37   | .549 | Gana 1.ª Ronda Pierde Semifinales Conferencia                                             | Denver 2, Phoenix 1 San Antonio 4, Denver 1                                       |
| 1983-84                                                    | 38   | 44   | .463 | Pierde 1.ª Ronda                                                                          | Utah 3, Denver 2                                                                  |
| 1984-85                                                    | 52   | 30   | .634 | Gana 1.ª Ronda Gana Semifinales Conferencia Pierde Finales Conferencia                    | Denver 3, San Antonio 2 Denver 4, Utah 1 LA Lakers 4, Denver 1                    |
| 1985-86                                                    | 47   | 35   | .573 | Gana 1.ª Ronda Pierde Semifinales Conferencia                                             | Denver 3, Portland 1 Houston 4, Denver 2                                          |
| 1986-87                                                    | 37   | 45   | .451 | Pierde 1.ª Ronda                                                                          | LA Lakers 3, Denver 0                                                             |
| 1987-88                                                    | 54   | 28   | .659 | Gana 1.ª Ronda Pierde Semifinales Conferencia                                             | Denver 3, Seattle 2 Dallas 4, Denver 2                                            |
| 1988-89                                                    | 44   | 38   | .537 | Pierde 1.ª Ronda                                                                          | Phoenix 3, Denver 0                                                               |
| 1989-90                                                    | 43   | 39   | .524 | Pierde 1.ª Ronda                                                                          | San Antonio 3, Denver 0                                                           |
| 1990-91                                                    | 20   | 62   | .244 |                                                                                           |                                                                                   |
| 1991-92                                                    | 24   | 58   | .293 |                                                                                           |                                                                                   |
| 1992-93                                                    | 36   | 46   | .439 |                                                                                           |                                                                                   |
| 1993-94                                                    | 42   | 40   | .512 | Gana 1.ª Ronda Pierde Semifinales Conferencia                                             | Denver 3, Seattle 2 Utah 4, Denver 3                                              |
| 1994-95                                                    | 41   | 41   | .500 | Pierde 1.ª Ronda                                                                          | San Antonio 3, Denver 0                                                           |
| 1995-96                                                    | 35   | 47   | .427 |                                                                                           |                                                                                   |
| 1996-97                                                    | 21   | 61   | .256 |                                                                                           |                                                                                   |
| 1997-98                                                    | 11   | 71   | .134 |                                                                                           |                                                                                   |
| 1998-99                                                    | 14   | 36   | .280 |                                                                                           |                                                                                   |
| 1999-00                                                    | 35   | 47   | .427 |                                                                                           |                                                                                   |
| 2000-01                                                    | 40   | 42   | .489 |                                                                                           |                                                                                   |
| 2001-02                                                    | 27   | 55   | .329 |                                                                                           |                                                                                   |
| 2002-03                                                    | 17   | 65   | .207 |                                                                                           |                                                                                   |
| 2003-04                                                    | 43   | 39   | .529 | Pierde 1.ª Ronda                                                                          | Minnesota 4, Denver 1                                                             |
| 2004-05                                                    | 49   | 33   | .598 | Pierde 1.ª Ronda                                                                          | San Antonio 4, Denver 1                                                           |
| 2005-06                                                    | 44   | 38   | .537 | Pierde 1.ª Ronda                                                                          | LA Clippers 4, Denver 1                                                           |
| 2006-07                                                    | 45   | 37   | .543 | Pierde 1.ª Ronda                                                                          | San Antonio 4, Denver 1                                                           |
| 2007-08                                                    | 50   | 32   | .610 | Pierde 1.ª Ronda                                                                          | LA Lakers 4, Denver 0                                                             |
| 2008-09                                                    | 54   | 28   | .659 | Gana 1.ª Ronda Gana Semifinales Conferencia Pierde Finales Conferencia                    | Denver 4, New Orleans 1 Denver 4, Dallas 1 LA Lakers 4, Denver 2                  |
| 2009-10                                                    | 53   | 29   | .646 | Pierde 1.ª Ronda                                                                          | Utah 4, Denver 2                                                                  |
| 2010-11                                                    | 50   | 32   | .610 | Pierde 1.ª Ronda                                                                          | Oklahoma City 4, Denver 1                                                         |
| 2011-12                                                    | 38   | 28   | .576 | Pierde 1.ª Ronda                                                                          | LA Lakers 4, Denver 3                                                             |
| 2012-13                                                    | 57   | 25   | .695 | Pierde 1.ª Ronda                                                                          | Golden State 4, Denver 2                                                          |
| 2013-14                                                    | 36   | 46   | .439 |                                                                                           |                                                                                   |
| 2014-15                                                    | 30   | 52   | .366 |                                                                                           |                                                                                   |
| 2015-16                                                    | 33   | 49   | .402 |                                                                                           |                                                                                   |
| 2016-17                                                    | 40   | 42   | .488 |                                                                                           |                                                                                   |
| 2017-18                                                    | 46   | 36   | .561 |                                                                                           |                                                                                   |
| 2018-19                                                    | 54   | 28   | .659 | Gana 1.ª Ronda Pierde Semifinales Conferencia                                             | Denver 4, San Antonio 3 Portland 4, Denver 3                                      |
| 2019-20                                                    | 46   | 27   | .630 | Gana 1.ª Ronda Gana Semifinales Conferencia Pierde Finales Conferencia                    | Denver 4, Utah 3 LA Clippers 3, Denver 4 LA Lakers 4, Denver 1                    |
| 2020-21                                                    | 47   | 25   | .653 | Gana 1.ª Ronda Pierde Semifinales Conferencia                                             | Denver 4, Portland 2 Phoenix 4, Denver 0                                          |
| 2021-22                                                    | 48   | 34   | .585 | Pierde 1.ª Ronda                                                                          | Golden State 4, Denver 1                                                          |
| 2022-23                                                    | 53   | 29   | .646 | Ganan 1.ª Ronda Ganan Semifinales Conferencia Ganan Finales Conferencia Ganan Finales NBA | Denver 4, Minnesota 1 Denver 4, Phoenix 2 Denver 4, LA Lakers 0 Denver 4, Miami 1 |
| 2023-24                                                    | 57   | 25   | .695 | Gana 1.ª Ronda Pierde Semifinales Conferencia                                             | Denver 4, L.A. Lakers 1 Denver 3, Minnesota 4                                     |
| 2024-25                                                    | 50   | 32   | .610 | Gana 1.ª Ronda Pierde Semifinales Conferencia                                             | Denver 4, L.A. Clippers 3 Oklahoma City 4, Denver 3                               |
| Totales                                                    | 2416 | 2278 | .515 |                                                                                           |                                                                                   |
| Playoffs                                                   | 139  | 179  | .437 | 1 Campeonato                                                                              | 1 Campeonato                                                                      |

## Pabellones
- Denver Auditorium Arena (1967-1975)
- McNichols Sports Arena (1975-1999)
- Ball Arena (1999-presente), conocido como "Pepsi Center" hasta 2020.

## Jugadores

### Números retirados
| Números retirados por los Denver Nuggets | Números retirados por los Denver Nuggets | Números retirados por los Denver Nuggets | Números retirados por los Denver Nuggets | Números retirados por los Denver Nuggets |
| N.º                                      | Jugador                                  | Posición                                 | Periodo                                  | Fecha                                    |
| ---------------------------------------- | ---------------------------------------- | ---------------------------------------- | ---------------------------------------- | ---------------------------------------- |
| 2                                        | Alex English                             | A                                        | 1980–1990                                | 2 de marzo de 1993                       |
| 12                                       | Fat Lever                                | B                                        | 1984–1990                                | 2 de diciembre de 2017                   |
| 33                                       | David Thompson                           | A/B                                      | 1975–1982                                | 7 de noviembre de 1992                   |
| 40                                       | Byron Beck                               | A/P                                      | 1967–1977                                | 16 de diciembre de 1977                  |
| 44                                       | Dan Issel                                | P/ A                                     | 1976–1985                                | 5 de abril de 1985                       |
| 55                                       | Dikembe Mutombo                          | P                                        | 1991–1996                                | 29 de octubre de 2016                    |
| 432 1                                    | Doug Moe                                 | Entrenador                               | 1980–1990                                | 7 de noviembre de 2002                   |

Nota:
- 1 El número representa el total de victorias conseguidas en partidos de temporada regular.

## Gestión

### General Managers
| GM                 | Periodo       |
| ------------------ | ------------- |
| Vince Boryla       | 1967–1967     |
| Dick Eicher        | 1967–1969     |
| Donald Ringsby     | 1969–1971     |
| Alex Hannum        | 1971–1974     |
| Carl Scheer        | 1974–1984     |
| Vince Boryla       | 1984–1987     |
| Pete Babcock       | 1987–1990     |
| Glen Grunwald      | 1990          |
| Bernie Bickerstaff | 1990–1997     |
| Allan Bristow      | 1997–1998     |
| Mike D'Antoni      | 1998          |
| Dan Issel          | 1998–2001     |
| Kiki Vandeweghe    | 2001–2006     |
| Mark Warkentien    | 2006–2010     |
| Masai Ujiri        | 2010–2013     |
| Tim Connelly       | 2013-2022     |
| Calvin Booth       | 2022-presente |

## Premios
| MVP de la Temporada - Nikola Jokić - 2021, 2022, 2024 MVP de las Finales de la Conferencia Oeste - Nikola Jokić - 2023 Mejor Defensor - Dikembe Mutombo - 1995 - Marcus Camby - 2007 Jugador Más Mejorado - Chris Jackson - 1993 Mejor Entrenador del Año - Doug Moe - 1988 - George Karl - 2013 Ejecutivo del Año - Vince Boryla - 1985 - Mark Warkentien - 2009 - Masai Ujiri - 2013 Jugador Más Deportivo - Chauncey Billups - 2009 | Mejor quinteto de la Temporada - David Thompson - 1977, 1978 - Nikola Jokić - 2021, 2022, 2024 Segundo mejor quinteto de la Temporada - Alex English - 1982, 1983, 1986 - Lafayette Lever - 1987 - Carmelo Anthony - 2010 - Nikola Jokić - 2020, 2023 Tercer mejor quinteto de la Temporada - Antonio McDyess - 1999 - Carmelo Anthony - 2006, 2007, 2009 - Chauncey Billups - 2009 Mejor quinteto defensivo - Bobby Jones - 1977, 1978 - Marcus Camby - 2007 Segundo mejor quinteto defensivo - T.R. Dunn - 1983, 1984, 1985 - Bill Hanzlik - 1986 - Lafayette Lever - 1988 - Dikembe Mutombo - 1995 - Marcus Camby - 2005, 2006 | Mejor quinteto de Rookies - Dikembe Mutombo - 1992 - LaPhonso Ellis - 1993 - Antonio McDyess - 1996 - Nenê - 2003 - Carmelo Anthony - 2004 - Kenneth Faried - 2012 - Nikola Jokić - 2016 Segundo mejor quinteto de Rookies - Chris Jackson - 1991 - Mark Macon - 1992 - Jalen Rose - 1995 - Bobby Jackson - 1998 - James Posey - 2000 - Emmanuel Mudiay - 2016 - Jamal Murray - 2017 - Bones Hyland - 2022 |